# Platylabus bicinctus
Platylabus bicinctus är en stekelart som beskrevs av Heinrich 1974. Platylabus bicinctus ingår i släktet Platylabus och familjen brokparasitsteklar. Inga underarter finns listade i Catalogue of Life.